# پتوخی
پتوخی (به لاتین: Petukhi) یک منطقهٔ مسکونی در روسیه است که در سرزمین آلتای واقع شده‌است.